# Kaoru
Kaoru (jap. 薫), właśc. Kaoru Niikura (jap. 新倉薫 Niikura Kaoru) (ur. 17 lutego 1974 w prefekturze Hyogo) – japoński muzyk j-rockowy, gitarzysta i lider zespołu Dir En Grey. Jest również głównym kompozytorem w grupie. Wcześniej należał do zespołów La:Sadie's oraz CHARM.

## Instrumentarium
Kaoru korzysta z gitar ESP. W przeszłości używał przede wszystkim gitar ESP Custom Shop z sygnowaną przez niego serią Genesa. Około 2005 roku zaprzestał korzystania z nich na rzecz serii Viper, w której miał swój własny model - D-KV-420. Limitowana edycja jego wersji Edwards D-KV została wyprzedana. 
ESP wypuściło w Japonii kilka replik sygnowanych przez niego gitar. Seria artystów ESP oferuje repliki D-KV-420, a także Genesa II. Edwards oferuje miniaturę gitary Genesa i repliki Genesy IV oraz VIII.

### Gitary
- ESP Ganesa I
- ESP Ganesa II
- ESP Ganesa III
- ESP Ganesa IV
- ESP Ganesa V
- ESP Ganesa VI
- ESP Ganesa VII
- ESP Ganesa VIII
- ESP Ganesa IX
- ESP VP-200
- ESP VP-CTM
- ESP VP-SL7
- ESP VP-Prototypes
- ESP VP-DKV-420
- ESP Horizon Custom
- ESP Horizon III Kaoru Custom
- ESP MA300 Custom
- Jerry Jones Baby Sitar
- PRS Custom 24
- Fender Jaguar
- Gibson Les Paul Standard
- Gibson Flying V

### Pickupy i inne akcesoria
- Custom Audio Electronics 3+SE Preamp
- Fender Tone Master Guitar Amplifier
- 2x Marshall 1960 Guitar Cabinets
- Dunlop Cry Baby wah-wah pedal
- Vox V847A wah-wah pedal
- Ibanez TS-9 Tube Screamer Pedal
- DigiTech Whammy Pedal
- MoogerFooger MF-101 Low Pass Filter
- EMG 81 on neck and EMG 85 on bridge of Ganesa I, II, and IV
- EMG 81 on bridge and Sustainer Driver EMG SA on neck of Ganesa III
- EMG 81 on bridge and neck on most recent Viper
- EMG 707 pickups on Ganesa VII
- Seymour Duncan SH-1n and SH-4 on all 6-string Vipers
- Seymour Duncan SH-1n-7 and SH-4-7 on Viper-SL7
- ESP custom-printed picks
- ESP Dir en grey series guitar strap
- Diezel VH4 amplifiers
- Mesa/Boogie Standard Rectifier Cabinets